# KINGDOM (킹덤)
KINGDOM (킹덤) é um boy group sul-coreano fantasidol formado pela GF Entertainment e teve sua estreia oficial dia 18 de fevereiro de 2021. Possui sete integrantes, sendo eles: Dann, Arthur, Mujin, Louis, Ivan, Jahan e Hwon, também há um ex membro, Chiwoo. O debut foi feito com a música ‘EXCALIBUR’.

## Integrantes
- Dann (hangul: 단), conhecido anteriormente como  Seungbo em seu período como membro do Varsity[carece de fontes?], Jung Seung-bo (hangul: 정승보;  nascido em Ilsan, Coreia do Sul em 1 de novembro de 1997 (27 anos). É o líder, vocalista e compositor do grupo.
- Arthur (hangul: 아서), conhecido anteriormente como  Yunho em seu período como membro do Varsity[carece de fontes?],  Jang Yun-ho (hangul: 장윤호) nascido em Coreia do Sul em 15 de abril de 2000 (24 anos). É o dançarino principal do grupo.
- Mujin (hangul: 무진), Go Sung-ho (hangul: 고성호) nascido em Coreia do Sul em 20 de novembro de 2000 (24 anos). É rapper, compositor e vocalista do grupo.
- Louis (hangul: 루이), Yang Dong-sik (hangul: 양동식) nascido em Coreia do Sul em 8 de abril de 2001 (23 anos). É vocalista e dançarino do grupo.
- Ivan (hangul: 아이반), Park Yoo-sung (hangul: 박유성) nascido em Coreia do Sul em 12 de outubro de 2001 (23 anos). É vocalista e visual do grupo.
- Jahan (hangul: 자한), Lim Ji-hun (임지훈) nascido em Coreia do Sul, em 1 de agosto de 2002 (22 anos). É vocalista e rapper do grupo.
- Chiwoo (hangul: 치우), Guk Seung-jun (hangul: 국승준) nascido em Coreia do Sul em 2 de setembro de 2002 (22 anos). É o maknae e rapper do grupo.

## Projeto

### Idealização
A idealização do KINGDOM, seu conceito e sua visão de mundo partiu de Go Yoon-young cujo nome está ligado a alguns trabalhos de grupos como TVXQ, SS501, Girls Generation e Block B.
O nome KINGDOM surgiu pois muitas pessoas diziam que para seu grupo fazer sucesso seu nome deveria ser curto e viciante, como exemplos ele usou TVXQ e Big Bang, até que julgou o nome KINGDOM como o ideal.
De seu gosto por romance e fantasia partiu a ideia de um grupo que usa o conceito de "reinos". Com sua experiência com produção de coreografias ele observou que o número de 7 membros era o ideal para que o palco não ficasse muito vazio ou cheio demais.
Ele pesquisou histórias de diversos reis do mundo até que por fim criou o universo do KINGDOM, este que, posteriormente foi utilizado para a criação do grupo.

### Conceito
O grupo promove o modificador "ídolo de fantasia" e busca representar "7 reis de 7 países". Em seu ponto inicial foi estipulado que cada álbum contaria a história de um rei mundial, assim, juntando todas as histórias surgiria um sentido único, a história do KINGDOM.
Cada membro representa um rei mundial. sendo eles:
- Dann — Rei Dan (Dinamarca)
- Arthur — Rei Arthur (Mitológico)
- Mujin — Imperador Jinmu (Japão)
- Louis — Rei Louis XIV (França)
- Ivan — Ivan IV, o Terrível (Rússia)
- Jahan — Imperador Shah Jahan (Império Mongol)
- Chiwoo — Imperador Chiyou[carece de fontes?] China [4]

## História

### Pré-debut
Antes de entrar para o KINGDOM e para a GF Entertainment Dann e Arthur participaram do Varsity[carece de fontes?]. 
Em 2020 os membros e a empresa começaram a divulgar seu debut em um canal no YouTube, em seu primórdio apenas os membros Dann, Arthur, Louis e Chiwoo eram membros revelados. Adotaram o sistema de revelar os membros mensalmente, Ivan, Jahan e Mujin foram respectivamente apresentados.

### Debut
No dia 18 de fevereiro de 2021 o KINGDOM teve seu debut com a música "Excalibur". "History of Kingdom Part I: Arthur" entrou nas paradas do iTunes e debutou no 87º lugar das paradas da Gaon[carece de fontes?].

### Primeiro comeback: KARMA
No dia 1 de Julho de 2021 o grupo retornou com a música "Karma".
"History of Kingdom part II: Chiwoo" entrou nas paradas da Gaon, iTunes e na Billboard sendo a primeira música de um boy group rookie de kpop cuja estreia foi em 2021 a entrar na "World Digital Song Sales" da plataforma. A música entrou no "iTunes Songs Charts" sendo o primeiro trabalho do KINGDOM a alcançar este feito. KARMA assim fez com que o KINGDOM fizesse seu nome nas paradas de álbuns da Apple Music em 25 países, chamando atenção não somente dos fãs internacionais, como também dos fãs asiáticos.

## Discografia

### Extended plays
| Título                                                                   | Detalhes | Melhor posição nas paradas | Melhor posição nas paradas |
| Título                                                                   | Detalhes | KOR                        | US                         |
| ------------------------------------------------------------------------ | --- | -------------------------- | -------------------------- |
| History of Kingdom Part I: Arthur                                        | - Lançamento: 18 de fevereiro de 2021 - Gravadora: GF Entertainment - Formatos: CD, download digital, streaming | 46                         | —                          |
| History of Kingdom Part II: Chiwoo                                       | - Lançamento: 1 de Julho de 2021 - Gravadora: GF Entertainment - Formatos: CD, download digital, streaming      | 15                         | 8                          |
| "—" significa que não apareceu nas paradas ou não foi lançado na região. | |                            |                            |

### Singles
| Música                   | Ano  | Álbum                              |
| ------------------------ | ---- | ---------------------------------- |
| EXCALIBUR                | 2021 | History of Kingdom Part I: Arthur  |
| Night Air                | 2021 | History of Kingdom Part I: Arthur  |
| Picasso                  | 2021 | History of Kingdom Part I: Arthur  |
| X                        | 2021 | History of Kingdom Part I: Arthur  |
| Night Air (acoutic ver.) | 2021 | History of Kingdom Part I: Arthur  |
| KARMA                    | 2021 | History of Kingdom Part II: Chiwoo |
| Eternity                 | 2021 | History of Kingdom Part II: Chiwoo |
| Magical                  | 2021 | History of Kingdom Part II: Chiwoo |
| Warning                  | 2021 | History of Kingdom Part II: Chiwoo |
| Make Us                  | 2021 | History of Kingdom Part II: Chiwoo |